# Гедуев, Аниуар Борисович
Аниуа́р Бори́сович Геду́ев (кабард.-черк. Джэду Борис и къуэ Iэниуар) — борец вольного стиля адыгского (кабардинского) происхождения; заслуженный мастер спорта России (2014).
В настоящее время Аниуар Гедуев выступает за Краснодарский край и Кабардино-Балкарию. Представляет ЦСКА.
Тренерами Гедуева являются: А. Хасанов, А. Закуев, А. Казиев, А. Магомедов.
Завершил карьеру 21 Июня 2020 Года.

## Достижения
- Серебряный призёр Олимпийских игр 2016
- Победитель Европейских игр в Баку (2015);
- Бронзовый призёр чемпионата мира (2015)
- Чемпион Европы (2013, 2014)
- Обладатель кубка мира (2010);
- Чемпион России (2015, 2016);
- Серебряный призёр чемпионата России (2011)
- Бронзовый призёр чемпионата России (2009);
- Победитель международного турнира «Гран-при Иван Ярыгин» (2013, 2014);
- Бронзовый призёр международного турнира «Гран-при Иван Ярыгин» (2010);
- Серебряный призёр кубка Рамзана Кадырова (2010)

## Награды
- Медаль ордена «За заслуги перед Отечеством» I степени (25 августа 2016) — за высокие спортивные достижения на Играх XXXI Олимпиады 2016 года в городе Рио-де-Жанейро (Бразилия), проявленные волю к победе и целеустремленность[2]
- Орден «За заслуги перед Кабардино-Балкарской Республикой» (29 августа 2016) — за большой вклад в развитие физической культуры и спорта, высокие спортивные достижения на Олимпийских играх
- Медаль «Слава Адыгеи» (30 октября 2016 ) — за высокие спортивные достижения, повышение престижа и авторитета Республики Адыгея в Российской Федерации и за рубежом[3]